# トミー・アマカー
トミー・アマカー（Tommy Amaker、1965年6月6日 - ）は、アメリカ合衆国の大学バスケットボールの指導者である。現在ハーバード大学の男子のバスケットボールチーム監督を務めている。 彼は、ミシガン大学とシートン・ホール大学の監督もやってた。 彼はポイントガードを務めていて、後にマイク・シャシェフスキーの下でデューク大学の副コーチを務めた。 All-Americanプレーヤーであり、アマカーは沢山の記録を作り、多くの栄誉と賞を得た。 彼はコーチとして4シーズンでシートン・ホール大学をポストシーズンへ導いた。彼はミシガン大学をNational Invitation Tournamentで勝利させ、ハーバード大学のバスケットチームで3つのシーズンで優勝し、ハーバード大学にとって初の3つのアイビー・リーグ選手権とNCAAトーナメントの優勝に貢献した。